# ヒラリオン (神智学)
ヒラリオン（Hilarion）とは、近代神智学の教義で古代の知恵の大師、昇天大師派ではアセンデッドマスターの一人とされる。神智学協会から分派したアルケイン・スクールのアリス・ベイリーは、七光線というオカルティズムの概念において、彼は第五光線を司るとした 。 
Hilarionを「ヒラリオン」と読むのは英語の発音に準じたもの。日本の神智学徒が発行した書籍をはじめ、日本語のニューエイジやスピリチュアルの書籍でもヒラリオンと表記されている。 
キリスト教の使徒パウロやネオプラトニズムを説くシリアの哲学者イアンブリコスとして出現したとされ、同名の聖人ガザのイラリオンであったとされることがある。ただし、彼とイアンブリコスとは生きた年代が重なってしまうため、少なくとも両立させることは出来ない。 
神智学のテキスト『道の光』は彼のメッセージとされている。

## 参照
1. ↑  Bailey, Alice A,  A Treatise on Cosmic Fire (Section Three - Division A - Certain Basic Statements), 1932, Lucis Trust. 1925, p 1237